# Le Markstein
Le Markstein är en vintersportort i Vogeserna i Frankrike. Här har bland annat internationella tävlingar i alpin skidsport avgjorts.

### Fotnoter
1. ↑  ”Results” (på engelska). FIS. http://data.fis-ski.com/alpine-skiing/results.html?place_search=Le+Markstein&seasoncode_search=all&sector_search=AL&date_search=&gender_search=&category_search=&codex_search=&nation_search=&disciplinecode_search=&date_from=01&search=Search&limit=20. Läst 13 februari 2014.